# 埃根貝格山 (格拉茨高地)
47°09′22″N 15°20′18″E / 47.15613°N 15.33824°E

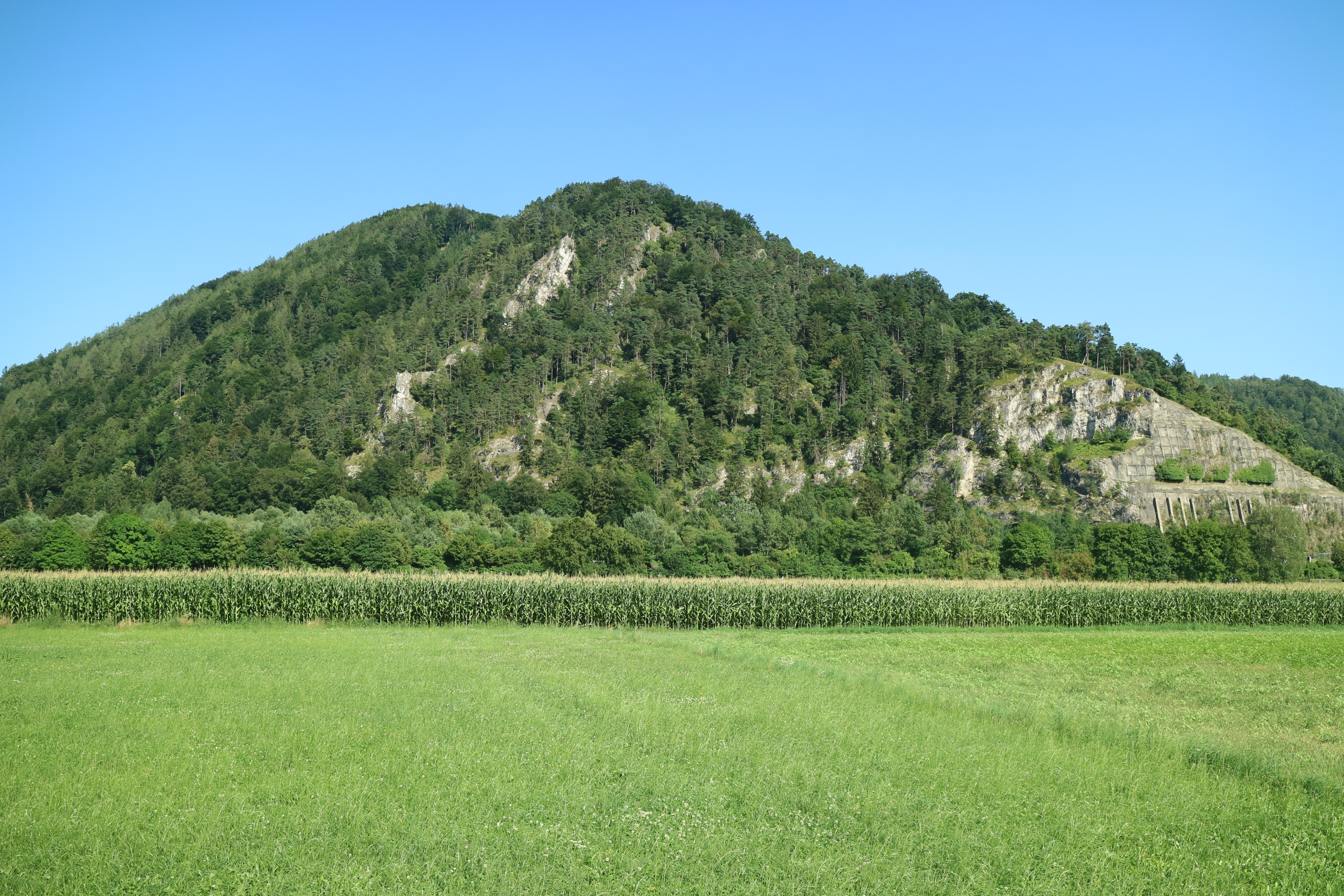

埃根貝格山（德語：Eggenberg），是奧地利的山峰，位於該國東南部，由施泰爾馬克州負責管轄，海拔高度707米，每年平均降雨量1,671毫米，山體由白雲岩組成。